# Circondario di Schaumburg-Lippe
Il circondario di Schaumburg-Lippe (in tedesco Landkreis Schaumburg-Lippe) è stato un circondario (Landkreis) della Bassa Sassonia, in Germania.

## Storia
Il circondario fu istituito nel 1946 come trasformazione dello Stato libero di Schaumburg-Lippe, all'epoca diviso nelle città indipendenti di Bückeburg e Stadthagen e nei kreis di Bückeburg e Stadthagen.
Nell'ambito del riordino delle circoscrizioni amministrative della Bassa Sassonia, il 1º agosto 1977 il distretto fu unito al circondario della contea di Schaumburg e andò a formare il circondario della Schaumburg, con capoluogo a Stadthagen.
Capoluogo e centro maggiore era Stadthagen. All'epoca della sua soppressione, contava 20 comuni.

## Comuni
- Achum
- Ahnsen
- Altenhagen
- Bad Eilsen
- Beeke
- Bergdorf
- Bergkirchen
- Buchholz
- Bückeburg
- Cammer
- Enzen
- Evesen
- Frille
- Gelldorf
- Großenheidorn
- Habichhorst-Blyinghausen
- Hagenburg
- Heeßen
- Helpsen
- Hespe-Hiddensen
- Heuerßen
- Hobbensen
- Hörkamp-Langenbruch
- Hülshagen
- Kirchhorsten
- Kobbensen
- Krebshagen
- Kuckshagen
- Lauenhagen
- Levesen
- Lindhorst
- Lüdersfeld
- Luhden
- Meerbeck
- Meinsen
- Müsingen
- Niedernholz
- Niedernwöhren
- Nienbrügge
- Nienstädt
- Nordsehl
- Obernwöhren
- Pollhagen
- Probsthagen
- Reinsen-Remeringhausen
- Rösehöfe
- Rusbend
- Scheie
- Schierneichen-Deinsen
- Schmalenbruch-Windhorn
- Schöttlingen
- Seggebruch
- Stadthagen
- Steinbergen
- Steinhude
- Stemmen
- Südhorsten
- Tallensen-Echtorf
- Vehlen
- Volksdorf
- Vornhagen
- Warber
- Wendthagen
- Wiedenbrügge
- Wiedensahl
- Wölpinghausen

| Controllo di autorità | VIAF (EN) 237701288 · GND (DE) 4052141-2 |